# Wilhelm V Orański
Wilhelm V Orański, Wilhelm V Batavus (ur. 8 marca 1748 w Hadze, zm. 9 kwietnia 1806 w Brunszwiku) – ostatni stadhouder Niderlandów. Był liderem frakcji konserwatywnej w Niderlandach.
Urodził się w Hadze jako syn Wilhelma IV Orańskiego i jego żony Anny Hanowerskiej, angielskiej Princess Royal. Miał zaledwie 3 lata, kiedy zmarł jego ojciec (1751). Wilhelm odziedziczył jednak urząd stadhoudera dopiero w 1766 roku, po ukończeniu 18 lat. Wcześniej w jego imieniu rządziły kolejne regentki. Najpierw jego matka Anna (1751–1759), później jego babka Maria Ludwika von Hessen-Kassel (1759–1765) i wreszcie jego starsza siostra Karolina (od 1765).

## Małżeństwo
W 1767 roku Wilhelm poślubił Wilhelminę Hohenzollern, księżniczkę pruską, siostrę króla Fryderyka Wilhelma II. Wilhelm V i Wilhelmina mieli pięcioro dzieci:
1. nienazwanego syna (ur. 23 marca 1769, zm. 24 marca 1769),
2. Fryderykę Ludwikę Wilhelminę, księżniczkę (dynastia Orańska-Nassau, ur. 28 listopada 1770, zm. 15 października 1819), żonę Karola Jerzego Augusta, następcy tronu księstwa Brunszwiku-Bevern,
3. nienazwanego syna (ur. i zm. 6 sierpnia 1771),
4. Wilhelma VI Orańskiego, króla Holandii jako Wilhelm I (ur. 24 sierpnia 1772, zm. 12 grudnia 1843),
5. Wilhelma Jerzego Fryderyka, księcia (dynastia Orańska-Nassau, ur. 15 lutego 1774, zm. 6 stycznia 1799)[1].

Wilhelm V miał również nieślubnego syna:
- Karola Orańskiego, znanego również jako Karol Batawski (1767–1808).

## Rządy
Podczas amerykańskiej wojny o niepodległość Holendrzy zachowali neutralność. Wilhelm V stojący na czele proangielskiej frakcji razem z parlamentem blokował proamerykańskie, a później również profrancuskie próby włączenia się do wojny. W końcu po wielu politycznych debatach i pod presją dyplomatów amerykańskich i francuskich, Zjednoczone Prowincje uznały istnienie nowego państwa – Stanów Zjednoczonych, w 1782 roku.
W kolejnych latach grupa młodych rewolucjonistów, nazywających się Patriotami, stale prowokowała władcę. Wilhelm przeniósł swój dwór do Geldrii, prowincji oddalonej od politycznego centrum państwa, ale na tym jego działalność się skończyła. Przeciw przenosinom silnie protestowała jego żona Wilhelmina, która chciała powrócić do Hagi - została jednak zatrzymana w Goejanverwellesluis i zmuszona do powrotu do Geldern. Dla Wilhelminy i jej brata była to ogromna zniewaga. Fryderyk Wilhelm II wysłał armię przeciwko dysydentom. Patrioci uciekli do Francji – przybyli tam akurat w odpowiednim momencie, żeby zobaczyć detronizację króla Ludwika XVI i zwycięstwo ludu.
Wspierani przez Francję, Patrioci powrócili w 1795 roku z Paryża, żeby walczyć w ojczyźnie. Tym razem to Wilhelm V musiał uciec i schronił się w Anglii. Jako ostatni z holenderskich stadhouderów zmarł na wygnaniu, w Brunszwiku (obecnie w Niemczech). W 1813 roku jego syn Wilhelm VI powrócił do Niderlandów i jako Wilhelm I został koronowany na pierwszego holenderskiego monarchę.